# Stade İnönü du BJK
Pour l’article homonyme, voir İnönü.
Le stade İnönü du BJK (prononcer ineunu), tirant son nom de l'ancien compagnon et successeur d'Atatürk, Ismet Inönü, était le stade de l'équipe de football turc Beşiktaş JK. Situé le long du Bosphore à Istanbul, en face du palais de Dolmabahçe, c'était un stade historique et mythique pour la Turquie, d'une capacité de 32 145 places. Il fut remplacé en 2016 par un tout nouveau stade : Le Vodafone Park. Le 11 août 2009, le journal britannique The Times a établi un classement des dix meilleurs stades du monde ; le Stade BJK İnönü a été choisi comme le quatrième meilleur stade,,.

## Histoire

### Un nouveau stade
Le président de la république de Turquie Abdullah Gül a annoncé après le match de Beşiktaş contre Gençlerbirliği le 14 mars 2009 que Beşiktaş aussi méritait un stade comme ceux de ses rivaux.
Le président avait été invité au match par le président du club Yıldırım Demirören.
Istanbul deviendrait donc, avec ce projet, la seule ville au monde ayant autant de stades modernes.
Les sponsors sont déjà d'accord pour financer le nouveau stade de Beşiktaş. Le projet est déjà prêt et il attend simplement que les autorités donnent leur aval. Sa capacité prévue est de 42 000 places et sa construction devrait durer 18 mois.
Emirates qui a déjà construit le stade d’Arsenal a donné son offre et voudrait entreprendre la construction du stade de Beşiktaş. Türk Telekom aussi voudrait devenir le sponsor pour la construction de ce stade.

## Évènements
Outre le football, le Stade BJK İnönü peut être configuré pour organiser de nombreuses autres manifestations en particulier les grands concerts. Le premier stade de concert à Istanbul a été réalisé par Bryan Adams au stade BJK le 28 juillet 1992.
Guns N'Roses donne un Concert le 26 mai 1993 pour sa tourné de Use Your Illusion Tour. Metallica passe dans ce stade pour un concert le 25 juin 1993, Bon Jovi le 13 septembre 1993.
Madonna a effectué aussi un concert à İnönü le 7 octobre 1993, dans la tourné Girlie Show Tour, devant un public de 54 000 personnes.
- Bryan Adams - 28 juillet 1992
- Guns N'Roses (Use Your Illusion Tour) - 26 mai 1993
- Elton John - 20 juin 1993
- Metallica - 25 juin 1993
- Sting - 25 juillet 1993
- Bon Jovi - 13 septembre 1993
- Scorpions - 17 septembre 1993
- Michael Jackson (Dangerous World Tour)- 23 septembre 1993 48.000 personnes.
- Madonna (Girlie Show Tour) - 7 octobre 1993
- Rod Stewart - 19 juillet 1995
- Tina Turner - 20 septembre 1996
- Rammstein - 25 juin 2010
- Manowar - 26 juin 2010
- Metallica - 27 juin 2010
- Rihanna - 20 mai 2013
- Iron Maiden - 26 juillet 2013

## Galerie

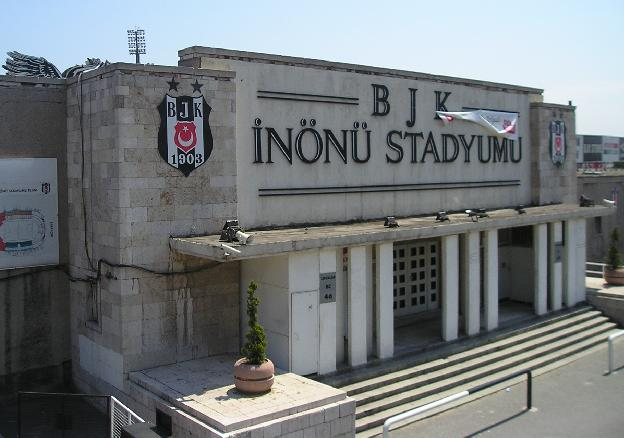